# والاس لو
والاس د. لو (ولد في 1946) هو الرئيس الحالي لجامعة ماريلاند - كولج بارك. لقد تولى هذا المنصب منذ 1 نوفمبر 2010. 

## نبذة
وُلد والاس في شانغهاي، وهاجر في عمر مبكر إلى ليما، بيرو. ثم سافر الى الولايات المتحدة للدراسة، حيث حصل على البكالوريوس من كلية جرينيل والماجستير من جامعة كورنيل، ودكتوراه في علم النفس من جامعة ميشيغان، ودرجة قانون من جامعة ييل. 
قبل أن يصبح رئيسا لجامعة ماريلاند - كوليج بارك، أمضى والاس ثلاثة عقود في التعليم العالي، وكان عميدا لكلية القانون في جامعة واشنطن، ونائب المستشار في جامعة كولورادو بولدر، وعميدا في جامعة سياتل، وأخيرا أستاذا في جامعة ايوا.
خلال عمله في الإدارة الأكاديمية، قاد والاس حملة للحد من شرب القُصّر في جامعة آيوا.